# Archangelos Michail (Latsia)
Archangelos Michail (griechisch Αρχάγγελος Μιχαήλ) ist ein kleiner Bezirk der Gemeinde und Stadt Latsia im Bezirk Nikosia auf Zypern.
Es entstand nach der türkischen Invasion im Jahr 1974, als die Regierung der Republik Zypern den Ort für die Errichtung der gleichnamigen Flüchtlingssiedlung mit Eigenheimen für die Ansiedlung griechisch-zypriotischer Flüchtlinge aus dem nördlichen Teil auswählte.

## Geografie

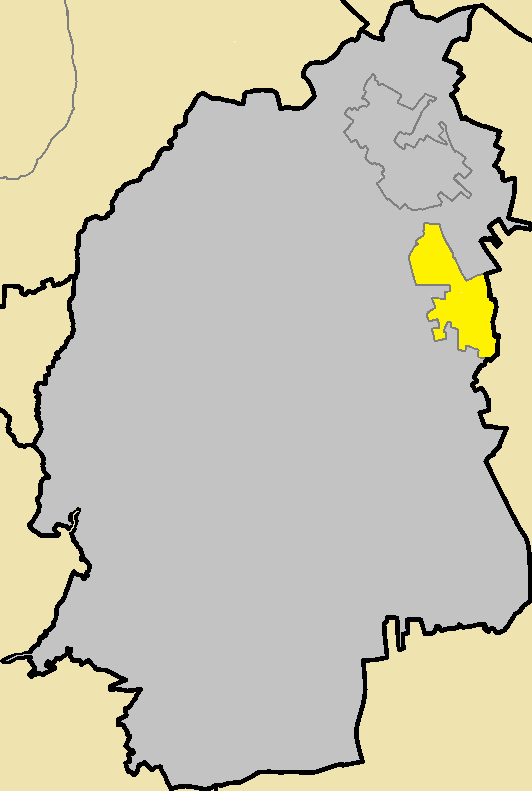
Lage in Latsia

Im Osten befindet sich Geri und im Süden der Bezirk Agios Georgios und das Zentrum von Latsia mit der Agios-Georgios-Kirche. Etwas nördlich liegt der Bezirk Agios Eleftherios, weiter nördlich ein Weiler und der Athalassa National Forest Park mit dem Athalassa-See.

## Bevölkerung
Bei der letzten Bevölkerungszählung im Jahr 2011 wurden 1.377 Einwohner in Archangelos Michail gezählt, und in Latsia insgesamt 16.774. Damit hat er die wenigsten Einwohner von den insgesamt 3 Bezirken in Latsia.